# 勇気あるもの (吉永小百合 with トニーズの曲)
「勇気あるもの」（ゆうきあるもの）は、吉永小百合 with トニーズが発売したシングル盤レコードである。

## 解説
本曲は1966年10月30日発売。青春と友情をテーマにした楽曲で、吉永にとっては36枚目のシングル盤レコードでもある。当時新進気鋭のフォークグループとして登場したトニーズがバックコーラスを務めている。
1966年（昭和41年）大晦日の『第17回NHK紅白歌合戦』にて、吉永は5度目の出場を果たし、トニーズをバックに従え本曲を歌唱した。
また翌年の1967年正月映画として日活が製作・公開した吉永の主演映画『青春の海』（監督：西村昭五郎）の主題歌として採用されている。
B面の「海に泣いてる」は、トニーズ単独による吹き込み曲である。
2011年に発生した東北地方太平洋沖地震（東日本大震災）復興支援として発売された、吉永自身による企画・製作のベスト盤CD『吉永小百合よみがえる歌声 この道は長いけど歩きながらゆこう』のタイトルは本曲の歌詞の一部を採ったものでもある。

## 収録曲
1. 勇気あるもの（SV-483）
  - 作詩：佐伯孝夫[注釈 1]／作曲・編曲：吉田正
  - 歌唱：吉永小百合 with トニーズ
2. 海に泣いてる
  - 作詩：佐伯孝夫／作曲・編曲：吉田正
  - 歌唱：トニーズ